# TEF
TEF (англ. TEF, PAR bZIP transcription factor) – білок, який кодується однойменним геном, розташованим у людей на короткому плечі 22-ї хромосоми. Довжина поліпептидного ланцюга білка становить 303 амінокислот, а молекулярна маса — 33 248.
| 10         |  | 20         |  | 30         |  | 40         |  | 50         |
| ---------- |  | ---------- |  | ---------- |  | ---------- |  | ---------- |
| MSDAGGGKKP |  | PVDPQAGPGP |  | GPGRAAGERG |  | LSGSFPLVLK |  | KLMENPPREA |
| RLDKEKGKEK |  | LEEDEAAAAS |  | TMAVSASLMP |  | PIWDKTIPYD |  | GESFHLEYMD |
| LDEFLLENGI |  | PASPTHLAHN |  | LLLPVAELEG |  | KESASSSTAS |  | PPSSSTAIFQ |
| PSETVSSTES |  | SLEKERETPS |  | PIDPNCVEVD |  | VNFNPDPADL |  | VLSSVPGGEL |
| FNPRKHKFAE |  | EDLKPQPMIK |  | KAKKVFVPDE |  | QKDEKYWTRR |  | KKNNVAAKRS |
| RDARRLKENQ |  | ITIRAAFLEK |  | ENTALRTEVA |  | ELRKEVGKCK |  | TIVSKYETKY |
| GPL        |  |            |  |            |  |            |  |            |

A: Аланін

C: Цистеїн

D: Аспарагінова кислота

E: Глутамінова кислота

F: Фенілаланін

G: Гліцин

H: Гістидин

I: Ізолейцин

K: Лізин

L: Лейцин

M: Метіонін

N: Аспарагін

P: Пролін

Q: Глутамін

R: Аргінін

S: Серин

T: Треонін

V: Валін

W: Триптофан

Кодований геном білок за функціями належить до активаторів, фосфопротеїнів. 
Задіяний у таких біологічних процесах, як транскрипція, регуляція транскрипції, біологічні ритми, альтернативний сплайсинг. 
Білок має сайт для зв'язування з ДНК. 
Локалізований у ядрі.